# Кастелоне (Кампобасо)
Кастелоне је насеље у Италији у округу Кампобасо, региону Молизе.
Према процени из 2011. у насељу је живело 472 становника. Насеље се налази на надморској висини од 514 м.